# 坎波圣马蒂诺
坎波圣马蒂诺（義大利語：Campo San Martino），是意大利威尼托大区帕多瓦省的一个市镇。总面积13.13平方公里，人口5793人，人口密度441.2人/平方公里（2009年）。国家统计（ISTAT）代码为028020。